# ジョセフ・ソルマン
ジョセフ・ソルマン (1909年1月25日 – 2008年4月16日) は、ユダヤ系アメリカ人の画家。1930年代の ニューヨーク市における 抽象表現主義画家たちのグループである「ザ・テン」の創設メンバー。ニューヨーク市地下鉄で旅行者を描いた《地下鉄 ガッシュ》の作品が有名。 

## 経歴
1909年1月25日に旧ロシア帝国領であったヴィテブスクで生まれた。そして、1912年にロシア帝国からアメリカへ子どもの頃に移住する。ソルマンは10代の頃から驚異的なデッサン力があることが知られており、アーティストになろうと志していた。彼は高校を出るとすぐにナショナル・アカデミー・オブ・デザインへと進んだが、ソルマン自身によれば彼が夜遅くに学校から帰る途中の地下鉄の中でのスケッチからこそ、より多くのことを学んだという。人々が眠っているときこそ完璧なポーズであると。1929年にニューヨーク近代美術館の開館展である『セザンヌ、ゴーギャン、スーラ、ゴッホ展』をみる。
1934年にソルマンは初めての個展を開催する。当時の彼はフランスの画家ジョルジュ・ルオーの影響を非常に大きくうけていた。ある批評家は感銘をうけ 「黄昏どきの静かな街に潜む神秘だ」と述べ、他のものもソルマンの持つ色彩を指して「絵の底から沸き立つ燃えるような豊かな品格」と評した。
ジョセフ・ソルマンはマーク・ロスコとともにルイス・シャッカー、アドルフ・ゴットリーブ、イリア・ボロトウフスキーを含む表現主義のグループ「ザ・テン」の非公式な共同リーダーであった。彼らは1938年にニューヨークにあるマーキュリー・ギャラリーにて「ホイットニー・ディセンターズ（ホイットニーへの反逆者たち）」という展覧会を開催する。また、芸術家協会の機関誌『アート・フロント』の編集長に選ばれる。当時の他の編集者には美術史家のマイヤー・シャピロと評論家のハロルド・ローゼンバーグがいた。彼らはまだ社会主義リアリズムの傾向にあったが、ジャンルにこだわらず幅広い美術を取り上げた。
しかし、ソルマンは抽象のための抽象を信じてはいなかった。ソルマンは「私は長い間私自身のために発見した」といっており「それは私たちが考案した任意の形態よりも、より多くのパターン、多くの詩、多くのドラマ、大きな抽象的なデザイン、そして緊張をもたらす対象を呼び出す」といっている。ウィチタ美術館が1930年代のソルマンの典型的な街の風景の購入したことについて、ディレクターであるハワード・ウッデンが書面にてこのように伝えている「ソルマンは抽象表現主義がアメリカのアートシーンを支配する前から、丸々10年間抽象表現主義と同等の作品を生み出している。だが彼の特徴を放棄することはなかった」と。
1961年、タイムズ紙にて彼の良く知られた作品である《地下鉄 ガッシュ》が論じられ、彼はパリミュチュエル方式の競馬場の定員として仕事へ向かう通勤時間のあいだに描いていたので、ソルマンを「パリミュチュエルのピカソ」と呼んだ。1985年の50周年の回顧展においてはワシントン・ポストが「多くのコレクターが時間による厳しい試練を耐え、やっと夜が明けたようだ」と書き記している。
2008年4月16日、彼は長年住んだニューヨークの自宅で寝ているときに亡くなった。彼は経済学者でテレビのコメンテーターであったポール・ソルマンと教師でありコミュニティーの主催者であるロニー・ソルマンの父であった。